# Гасай, Дмитрий Васильевич
Дмитрий Васильевич Гасай (21.10.1922, Сумская область — 31.08.1993) — командир расчёта 76-мм орудия 108-го гвардейского стрелкового полка, гвардии старшина — на момент представления к награждению орденом Славы 1-й степени.

## Биография
Родился 21 октября 1922 года в селе Малая Рыбица Краснопольского района Сумской области. Украинец. Окончил 7 классов, в 1940 году — горно-промышленное училище. Работал крепильщиком, лесогоном на шахте в городе Горловка Донецкой области.
13 июля 1941 года был призван в Красную армию. Прошёл подготовку в 40-м запасном артиллерийском полку. На фронте в Великую Отечественную войну с сентября того же года. Воевал в составе 665-го отдельного артиллерийского полка РГК, с августа 1942 года и до победы командиром расчёта 76-мм орудия 108-го гвардейского стрелкового полка 36-й гвардейской стрелковой дивизии. Был трижды ранен. Член ВКП/КПСС с 1943 года.
25 января 1944 года в бою 20 км юго-восточнее города Кировограда командир расчёта 76-мм орудия гвардии старший сержант Гасай вместе с расчётом нанёс артиллерийский удар по большой группе танков противника, просочившейся в тыл полка, подбил 2 средних танка и бронетранспортёр.
Приказом от 8 февраля 1944 года гвардии старший сержант Гасай Дмитрий Васильевич награждён орденом Славы 3-й степени.
С 3 по 7 января 1945 года при ликвидации окружённой группировки противника в районе города Будапешта расчёт гвардии старшины Гасая уничтожил артиллерийским огнём 2 пулемёта, миномёт, около взвода пехоты, чем помог стрелковым подразделениям овладеть несколькими кварталами Будапешта.
Приказом от 30 апреля 1945 года гвардии старшина Гасай Дмитрий Васильевич награждён орденом Славы 2-й степени.
31 марта 1945 года в бою у населённого пункта Шахендорф гвардии старшина Гасай вместе с подчинёнными огнём орудия поджёг бронетранспортёр, уничтожил пулемёт и группу солдат, подбил автомобиль. 1 апреля участвовал в отражении 4-х атак противника. Заменив раненого наводчика, разбил 2 пулемёта и вывел из строя до 20 солдат и офицеров.
Указом Президиума Верховного Совета СССР от 15 мая 1946 года за образцовое выполнение заданий командования в боях с немецко-вражескими захватчиками гвардии старшина Гасай Дмитрий Васильевич награждён орденом Славы 1-й степени. Стал полным кавалером ордена Славы.
После войны остался в армии. В мае 1948 года окончил Ивановское военно-политическое училище, в 1959 году — курсы политсостава в городе Риге. Офицером проходил службу в должностях секретаря комсомольской организации полка, помощника начальника политотдела, заместителя командира по политчасти в частях Военно-воздушных сил. В августе 1972 года уволен в запас в звании полковника.
Жил в городе Мукачево Закарпатской области. Работал на заводе «Точприбор». Умер 31 августа 1993 года.
Награждён орденами Отечественной войны 1-й и 2-й степени, Славы 3-х степеней, медалями.
Его имя увековечено на мемориальной доске выпускникам и преподавателям Ивановского военно-политического училища в городе Иваново. В посёлке городского типа Краснополье на Аллее Героев установлена памятная доска Д. В. Гасаю.